# Gente Gato (cómic)
La Gente Gato es una especie ficticia de humanoides que aparecen en los cómics estadounidenses publicados por Marvel Comics.

## Historial de publicación
La Dra. Joanne Tumulo, que luego se reveló como miembro de la raza Cat People, apareció por primera vez en Claws of the Cat # 1-4 (noviembre 1972-junio 1973) y fue creada por Linda Fite y Roy Thomas (coescritores), y Marie Severin (artista).
La raza Cat People apareció por primera vez en Giant-Size Creatures vol. 1 # 1 (julio de 1974), y fue creado por Tony Isabella y Don Perlin. Posteriormente, apareció la carrera y se detalla más en Adventures into Fear # 22 (junio de 1974), Marvel Two-In-One # 19 (septiembre de 1976), Marvel Premiere # 42 (junio de 1978), What If # 35 (octubre de 1982). West Coast Avengers Volume 2 # 6-7 (marzo-abril de 1986), # 15-16 (diciembre de 1986-enero de 1987), Fantastic Four # 314 (mayo de 1988), Avengers Spotlight # 38 (noviembre de 1990), Dr. Strange III # 27/2 (marzo de 1991), y Tigra # 1-4 (mayo-agosto de 2002).
La Gente Gato recibió una entrada en el Manual Oficial de la Actualización del Universo Marvel '89 # 1.

## Historia ficticia
Los primeros Gente Gato fueron creados a partir de gatos domésticos normales por un hechicero medieval llamado Ebrok. Aunque la Gente Gata fue inicialmente bienvenida en la comunidad de Ebrok como guerreros y sirvientes domésticos, su naturaleza feroz y su rápido índice de reproducción pronto comenzaron a ser incontrolables, y la Gente Gato fue desterrada a otra dimensión por los brujos de Ebrok. Los hechiceros también instalaron una magia que aseguraba que el hechizo original de Ebrok de gato a gato nunca volvería a funcionar.
Parte del destierro requería que un hechicero terrenal pudiera convocar de vez en cuando a una Persona Gato, que se conocería como Balkathar, para realizar una tarea.
Ebrok había entrenado sus dos creaciones originales, Flavio y Helena, tanto en las artes científicas como en las místicas. Al enterarse de los planes de los hechiceros, crearon secretamente un amuleto que temporalmente se dio a sí mismos como seres humanos y, por lo tanto, habían evitado el destierro. Esto encantó a Ebrok, que había comenzado a considerar a la pareja como sus hijos. Juntos, trabajaron para desarrollar soluciones que les permitieran a la Gente Gato regresar de su destierro bidimensional y vivir en paz entre la población humana. La curiosidad natural de los gatos los convirtió en investigadores dotados e hicieron muchos descubrimientos científicos y mágicos en el camino.
La banda de hechiceros que había desterrado a la Gente Gato finalmente descubrió la pareja y mató a Ebrok en el acto. En un ataque de furia, Flavio lanzó un frasco de vidrio a los hechiceros, liberando uno de los experimentos más terribles de la pareja: la Peste negra, que en última instancia mataría a millones de europeos. La pareja huyó con miedo, vergüenza y horror.
Flavius y Helene continuaron su trabajo mientras estaban en el exilio, decididas a restablecer en última instancia una población de Gatos. No pudieron revertir el destierro del Pueblo Gato ni desarmar la magia que impedía el funcionamiento del hechizo de Persona-Gato original de Ebrok. Pero con el recuerdo del destierro pasado y la persecución continua fresca en sus mentes, desarrollaron un hechizo que podría convertir a una mujer en una de sus razas, con una fuerza y habilidades que superan con creces a las de cualquier Persona Gato. Se sabe muy poco acerca de la primera Tigra, excepto que ella aceptó sus deberes como defensora del Pueblo Gato con gran entusiasmo y ferocidad.
En última instancia, Flavius y Helene descubrieron los medios para controlar la violencia y la tasa reproductiva de sus especies. Como hechiceros terrenales, convocaron a los Balkathar. Él y Tigra se aparearon, fundando una nueva población de Gente Gato. 
En los tiempos modernos, hay dos poblaciones de Gente Gato: una gran colonia descendiente de la Gente Gato que fue desterrada durante la Edad Media, que aún viven en una inmensa caverna del inframundo y se alían con los demonios locales de vez en cuando, y aquellos que descienden de La pareja de Tigra y Balkathar. Estas gatas terrenales continuaron viviendo en secreto entre los humanos durante muchos siglos, haciéndose pasar por hombres y mujeres normales con una evolución del mismo amuleto que Flavius y Helene habían usado para escapar del destierro.
La mayoría de la población terrenal de Gente Gato fue destruida cuando salieron de su escondite y se unieron para defender con éxito a la Humanidad de un villano mutado moderno, que se llamaba a sí mismo Tabur. Un número desconocido de Gente Gato sobrevive, en números tan pequeños y en secreto tan completo como para sugerir efectivamente la extinción de la raza.
En cuanto al hechizo de Tigra, no se usó durante siglos hasta que Gente Gato lo empleó para salvar la vida de la heroína superpotente La Gata (Greer Grant), quien en ese momento estaba siendo asesorada por uno de los suyos. Sin embargo, la leyenda de Tigra es muy poderosa, y cuando esta Tigra moderna más tarde viajó a la dimensión del inframundo para enfrentarse a la desterrada colonia de Gente Gato, eligieron depositar sus armas en lugar de luchar contra ella, reconociendo de inmediato su estatus como su más grande guerrero.

## Gente Gato conocida
- Berreg -
- Capitán Tyger - el hijo de un noble francés y de una persona Gato que operó como reportero durante el siglo XVII.
- Cougar - Una persona gato renegada que luchó contra Tigra y Thing.
- Faelar -
- Flavius - La primera persona gato masculino.
- Florence -
- Gerrark -
- Grigar - El actual Balkatar.
- Helene - La primera mujer gato.
- Joanne Marie Tumulo - una persona felina que fue profesora de física de Greer Nelson y que luego se transforma en Tigra.
- Profesor León - una persona felina que apareció en la forma de un científico humano.
- Qord -
- Richard Dannemiller - Una persona gato que apareció en la forma de un médico.
- Skubar -
- Tabur -  Una Persona Gato creada por el Alto Evolucionador
- Tegnar -
- Tigra - se convirtió en un tigre humanoide al ser salvada por la Gente Gato.